# Широколистни
Широколистни се отнася за многогодишни дървета и храсти, които се числят към различни семейства и разреди. Характерно за широколистните е формирането на добре развити листа, за разлика от иглолистните, при които листата са подобни на игли.
За дърветата е типично едно стъбло, което се разклонява на определена височина над почвата. За разлика от тях храстите се разклоняват веднага или съвсем близо до почвата, поради което нямат единичен ствол. Стъблото, клоните и корените образуват вторично дървесина и кора. Разклоненията на стъблото (клоните) образуват корона на дървото. Дърветата израстват значително във височина, докато храстите остават сравнително ниски.
В районите с ясно изразени сезони широколистните растения са листопадни, т.е. губят листата си през есента, за да избегнат измръзване през зимата. Съществуват и вечнозелени широколистни, като например лавърът.
Повечето широколистни са покритосеменни, въпреки че няколко, като например Гинко (Ginkgo biloba), са голосеменни растения. Широколистните дървесни видове се определят по морфологични белези.

## В България
В България има голям брой многовековни дървета (някои и с големи размери), като повече от 300 са обявени за природни забележителности. 
Най-старите широколистни дървета са дъбове, например Царският дъб във вековната гора край с. Тулово, който е на възраст над 1000 г. Дълголетници са също топола, орех, бук, бряст, ясен, явор и др. Най-високи са букът край с. Скобелево (област Пловдив) 44 m, дъбът край Угърчин 35 m, чинарът в с. Скрът 36 m, и др. Най-голям диаметър на ствола достигат чинар, топола, дъб, ясен и др.
В България широколистните са листопадни, но има и вечнозелени: тракийски дъб, пърнар, джел, лавровишня, бръшлян, червена боровинка, връшняк и др.